# V-리그 2007-08 이적 명단
다음은 V-리그 2007-08 시즌 전과 시즌 중에 일어난 이적 사항 명단이다. 여자부 FA 제도가 최초로 도입된 시즌이다.

## 선수 변화

### 자유계약
| 선수   | 계약일 | 새 소속팀    | 이전 소속팀  | 참고 |
| ------ | ------ | ------------ | ------------ | ---- |
| 김세영 | 1차    | KT&G         | KT&G         |      |
| 임효숙 | 1차    | KT&G         | KT&G         |      |
| 곽미란 | 1차    | 한국도로공사 | 한국도로공사 |      |
| 한유미 | 1차    | 현대건설     | 현대건설     |      |
| 구기란 | 1차    | 흥국생명     | 흥국생명     |      |
| 김사니 | 2차    | KT&G         | 한국도로공사 |      |
| 이숙자 | 2차    | GS칼텍스     | 현대건설     |      |
| 정대영 | 2차    | GS칼텍스     | 현대건설     |      |
| 김소정 | 3차    | 한국도로공사 | 한국도로공사 |      |
| 이효희 | 3차    | KT&G         | KT&G         |      |
| 정지윤 | 미계약 | 빈칸         | GS칼텍스     |      |
| 최광희 | 미계약 | 빈칸         | KT&G         |      |
| 김미진 | 미계약 | 빈칸         | 한국도로공사 |      |
| 이윤희 | 미계약 | 빈칸         | 한국도로공사 |      |
| 박선미 | 미계약 | 빈칸         | 현대건설     |      |
| 이영주 | 미계약 | 빈칸         | 흥국생명     |      |
| 진혜지 | 미계약 | 빈칸         | 흥국생명     |      |